# Juan Gómez-Jurado
Juan Gómez-Jurado (Madri, 16 de dezembro de 1977) é um jornalista e escritor espanhol do gênero Thriller. Seus livros foram traduzidos para 40 idiomas e publicado em 42 países, e ele é um dos autores espanhóis vivos de maior sucesso, junto com Javier Sierra e Carlos Ruiz Zafón. Sua escrita foi descrita pela crítica como "enérgica e cinematográfica".

## Biografia
Nascido em Madri, Espanha, Gómez-Jurado trabalhou em vários meios de comunicação espanhóis, incluindo 40 Principales, Cadena Ser, Cadena Cope, Radio España, Canal + e ABC, antes de publicar o seu romance de estreia, Espía de Dios. O Espía de Dios é um thriller contemporâneo ambientado no Vaticano, onde, após a morte do Papa João Paulo II, a caça a um assassino em série revela uma conspiração.
É colunista de "La Voz de Galicia" e "ABC", com distribuição na Espanha, e participa de diversos programas de rádio e TV.
É cofundador dos podcasts: Todopoderosos e Aquí Hay Dragones, que se transformaram em fenômenos de massas. Tem mais de 375 mil seguidores nas suas redes sociais.
Juan Gómez-Jurado é divorciado e tem dois filhos. Ele mora em Madri, Espanha. Depois que sua ex-mulher foi diagnosticada com câncer, Gómez-Jurado se tornou um ativista dedicado à luta contra o câncer de útero. Ele também é um embaixador da Save The Children. Ele liderou campanhas como "1 libro 1 euro", um site onde os usuários da Internet podem baixar livros em troca de uma doação voluntária para Save the Children.

### Literatura
O seu thriller Cicatriz esteve nas listas de best-sellers e foi o e-book mais vendido na Espanha em 2016. A Rainha Vermelha transformou-se num grande fenômeno de vendas, com mais de 450 000 exemplares vendidos em Espanha e consagrou-o como um dos expoentes máximos do gênero a nível internacional.
Em 27 de setembro de 2008, Gómez-Jurado ganhou o Prêmio de Novela Ciudad de Torrevieja por seu romance El emblema del traidor. Kirkus Reviews elogiou o romance como um "thriller fascinante com uma história de amor redentora". 

## Controvérsia
O romance de Gómez-Jurado, Espía de Dios, gerou polêmica na Espanha, já que o antagonista do livro, Viktor Karoski, é um assassino em série e um padre pedófilo. O livro contém um retrato detalhado do Saint Matthew's Institute, uma instituição americana (com sede em Maryland) dedicada à reabilitação de padres criminosos sexuais. Isso levou algumas organizações católicas na Espanha e na Polônia a protestar contra o romance. No entanto, os críticos de ambos os países deram ao livro críticas positivas. As críticas americanas também foram positivas; Booklist, por exemplo, elogiou-o como um "thriller de primeira classe".

## Obras

### Série do Padre Anthony Fowler
- Espía de Dios (2006) Br: Espião de Deus (Suma das Letras, 2007)
- Contrato con Dios (2007) Br: Contrato com Deus (Suma das Letras, 2012)

### Série da Antonia Scott
- Reina roja (2018) Pt: Rainha Vermelha (Editorial Planeta, 2020)
- Loba negra (2019) Pt: (Editorial Planeta, 2021)
- Rey blanco (2020)

### Outros
- El emblema del traidor (2008) Br: O Emblema Do Traidor (Suma das Letras, 2010)
- La leyenda del ladrón (2012)
- El paciente (2014)
- La historia secreta del señor White (2015)
- Cicatriz (2015)

### Literatura infantil/juvenil

#### Série Alex Colt
- Cadete espacial.(2016)
- La batalla de Ganímedes. (2017)
- El secreto del Zark. (2018)
- La materia oscura. (2019)
- El emperador de Antares. (2020)

#### Série Rexcatadores
- El misterio de Punta Escondida. (2017)
- Las minas de la Perdición. (2018)
- El palacio submarino. (2019)
- El bosque oscuro. (2019)

#### Série Amanda Black
- Una herencia peligrosa. (2021)
- El amuleto perdido. (2021)

#### Outro
- El séptimo príncipe (2016)

### Não ficção
- La masacre de Virginia Tech: Anatomía de una mente torturada (2007)